# Comte Zero
Comte Zero (originalment en anglès Count Zero), novel·la escrita per William Gibson el 1986, és la segona part de la Trilogia de l'Sprawl (Neuromàntic, Comte Zero i Mona Lisa accelerada). Va ser nominada als premis Nebula i British Science Fiction Association Awards el 1986, i als Premis Hugo i Locus Science Fiction el 1987.

## Argument
L'acció es desenvolupa set anys després dels esdeveniments de Neuromàntic. La novel·la està composta per tres històries relacionades entre si.
La primera d'elles explica la història del Comte Zero, àlies de Bobby Newmark, un noi que somia en convertir-se en un vaquer de consola per navegar per la matriu del ciberespai. Li arriba a les mans un software què, un cop a la matriu, gairebé li fa perdre el cap i li posa en contacte amb quelcom misteriós que hi és dins la matriu. Això el fa ser molt valuós per a una sèrie de personatges seguidors del vudú què creuen que dins el ciberespai hi ha deus del panteó de la religió haitiana.
Per una altra banda apareix Turner, un mercenari que treballa traient treballadors d'una empresa per portar-los a una altra. En el món reflectit a la novel·la els empleats més qualificats treballen com si estiguessin segrestats per les empreses, sense possibilitats de canvi. Per una sèrie de circumstàncies Turner, finalment, no s'emportarà l'empleat que havia de traslladar sinó a la seva filla, Àngela Mitchell, una nena que té l'estranya habilitat de connectar-se directament a la matriu sense utilitzar cap aparell.
La tercera història explica les peripècies de Marly, una marxant d'art sense sort que rep una oferta de treball del magnat Josef Virek, un peculiar personatge que viu dins una cubeta de metall rodejat de màquines que el mantenen en vida i que es comunica amb ella utilitzant simulacions informàtiques. La feina de Marly consisteix a trobar l'artista que fa uns estranys objectes d'art, unes curioses caixes. Això la fa viatjar fins a Freeside, una ciutat construïda en òrbita a la Terra pel clan Tessier-Ashpool (que apareix per primera vegada a Neuromàntic).